# Nahid Shaikh
Nahid Shaikh (Brussel, 1978) is een Belgische documentairemaakster en reporter. 
Ze studeerde aan de KULeuven, waar ze een master klassieke filologie en Italiaanse studies behaalde. 
Na een passage bij de BBC ging ze aan de slag bij CANVAS. Ze werkte er samen met onder meer Rudi Vranckx, voor Bonjour Congo, en Phara de Aguirre. Shaikh ging voor haar reeks Amazones samen met De Aguirre op zoek naar vrouwen die de wapens opnemen. 
Samen met Isabelle Boutriaux bedacht ze Changemakers, een reeks over mensen die de wereld trachten te veranderen door radicale mentaliteitsveranderingen. 
In 2019 maakten de tandem Shaikh en de Aguirre de driedelige Canvas-reeks BLANCO. Het duo reisde door België op zoek naar landgenoten die niet meer stemmen. 
In 2009 maakte ze samen met Kat Steppe Bedankt & Merci, een langspeeldocumentaire over vijf Vlaamse volkscafés in de Westhoek.
Voor de reeks 4 X 7 regisseerde ze ‘La facture’, een kort portret van haar Pakistaanse vader die op 17-jarige leeftijd zijn land verliet. Dat portret is de basis voor een langspeeldocumentaire waaraan ze in 2019 werkt.